# アデニア・グロボーサ
アデニア・グロボーサあるいはアデニア・グロボサ（Adenia globosa）とは、トケイソウ科アデニア属の植物の一種である。原産地は東アフリカである（参照: #分布）が、植物愛好家たちの手により採集・栽培・取引されており、日本においても塊茎植物（コーデックス:en:Caudex）の一つとして知られている（参照: #利用）。
種小名 globosa はラテン語で〈球状の〉を意味し、その名の通り幹（塊茎）が球状である。

## 分布
ケニアおよびタンザニアに自生し、ソマリア南部にも見られる。ケニアにおいては乾燥灌木林に見られ、2亜種のうち pseudoglobosa はリフトバレーの標高850-1650メートル地帯でのみ確認されているが、基本種の方はリフトバレーには見られず、標高1-1500メートル地帯の場所に自生する。

## 特徴
雌雄異株の低木あるいはつる植物で2-8メートル、多かれ少なかれ多肉質、塊茎は多肉質で緑色、径・高ともに1メートルにおよび、その上面から多数の細長い枝を出す。茎には刺が見られるが、基本種のものが長さ2-8センチメートルであるのに対し、亜種 pseudoglobosa のものの方は0.5-2.5センチメートルしかない。
葉は刺の付け根から出るが若いうちしか見られずやがて脱落し、単葉で狭披針形、全縁あるいは3裂し3-7×1-9ミリメートル。
花は腋生で黄緑色、茎の短い集散花序となり、雌花は長さ8-12ミリメートル、雄花は長さ19-30ミリメートル。芳香がある。
果実は革質、平滑で緑色、円形か長円形で1-3×1-2センチメートル、いくらか3稜形である。

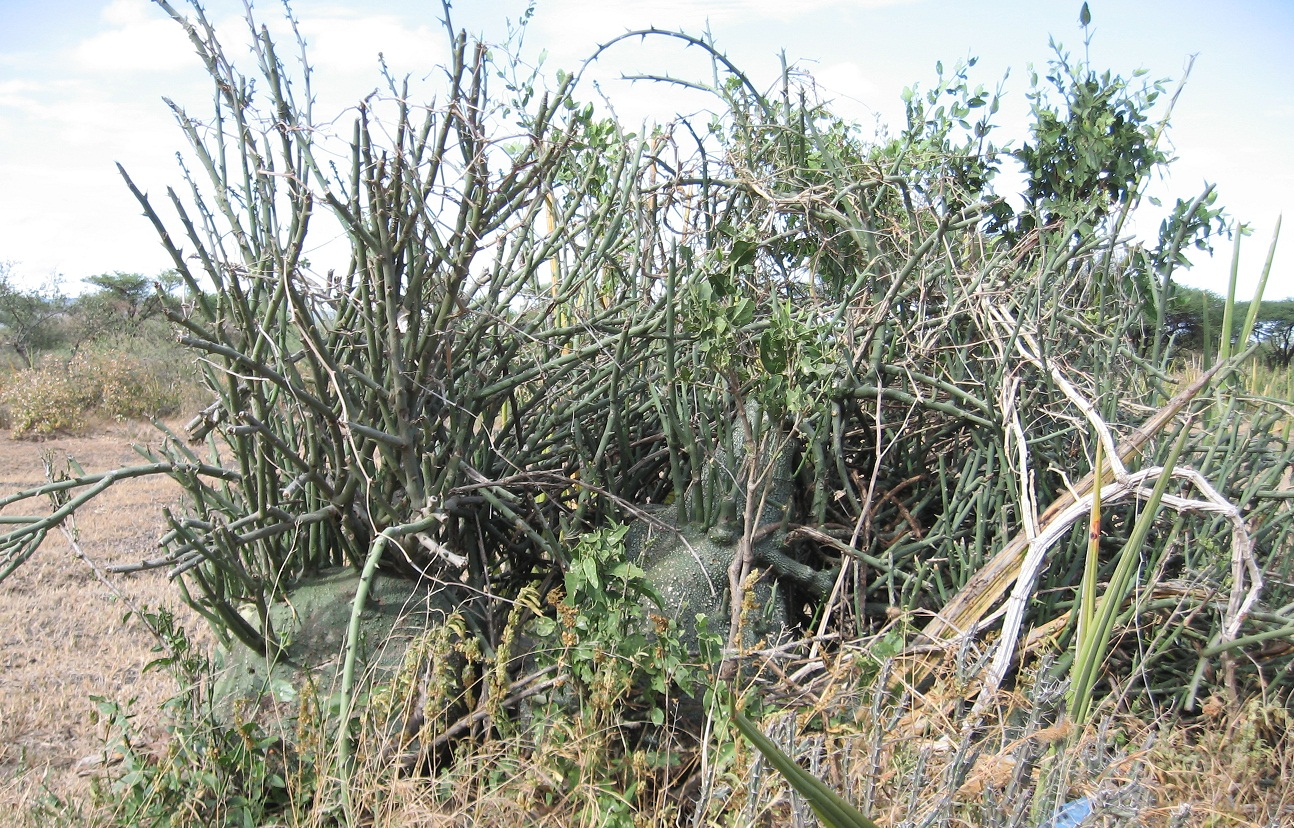
2つのアデニア・グロボーサ。タンザニアのエヤシ湖にて。
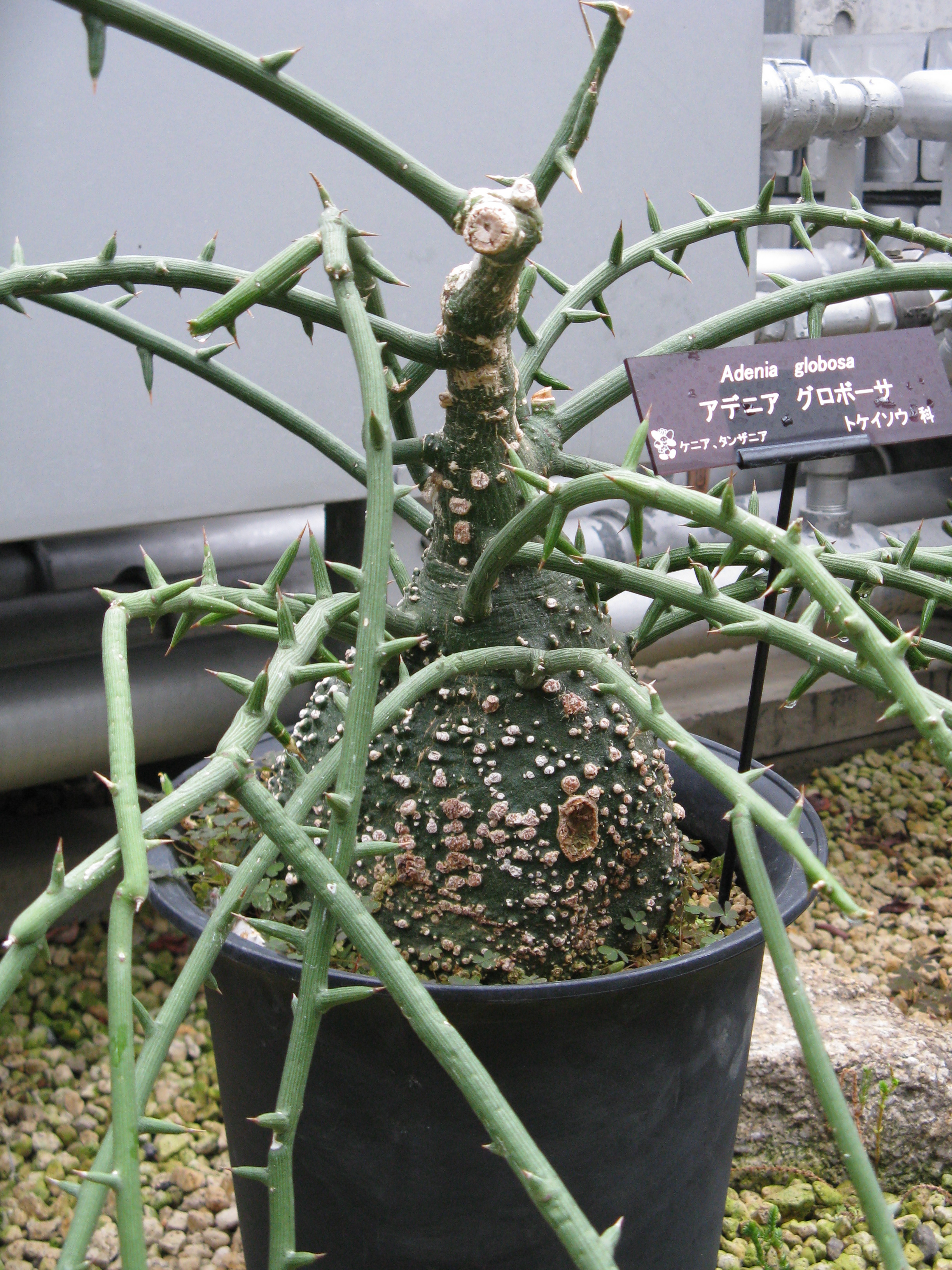
大阪府立花の文化園にて。
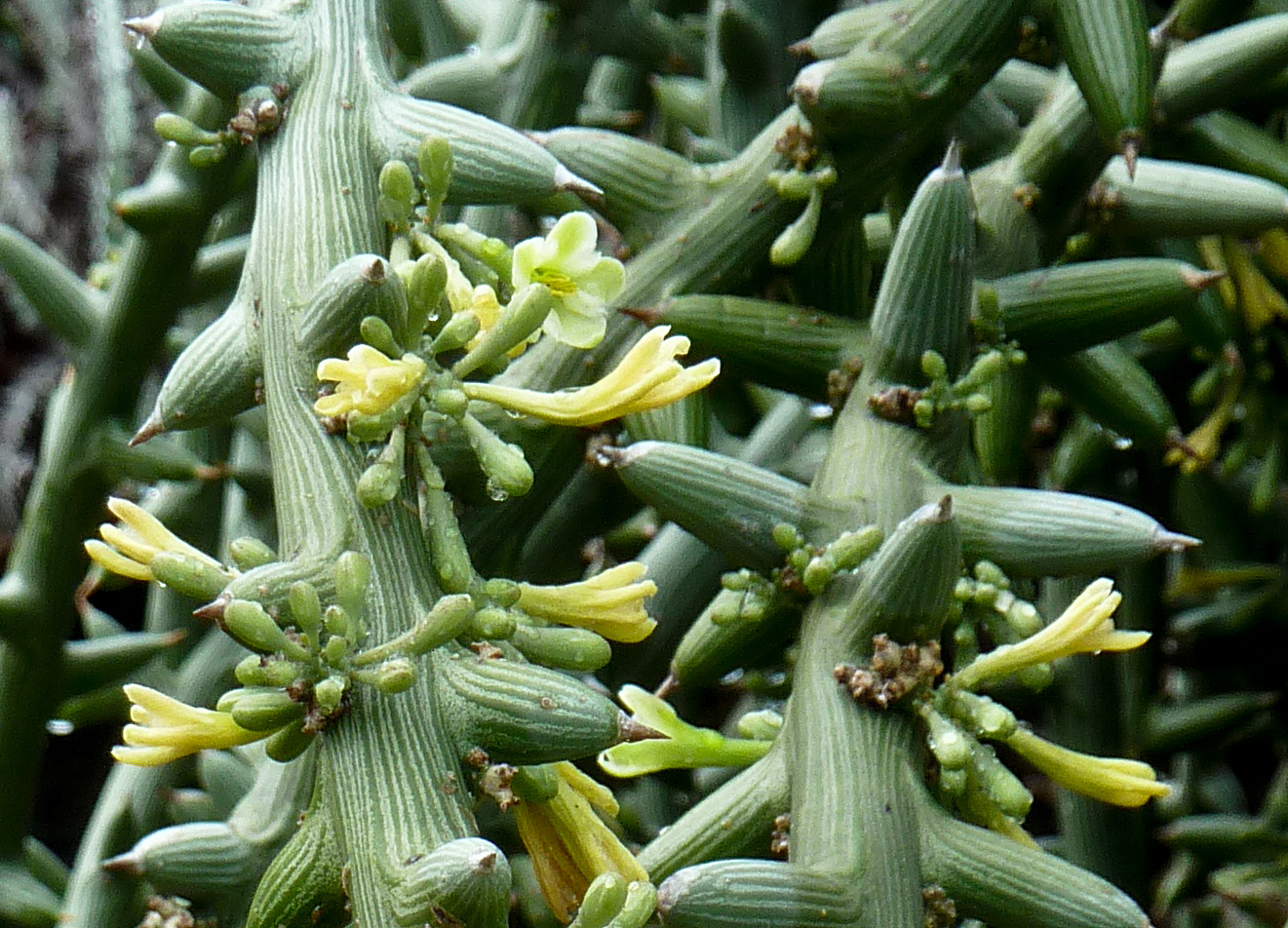
花。腋生である。

## 利用

### 園芸植物
日本においては夏に成長し、栽培適正気温は20-35度、栽培最低気温は10度というように、寒さに弱い普及種の塊根植物である。日光不足であると徒長するが、逆に長時間日光に当てすぎると今度は幹が日焼けしてしまう。水やりは春から秋にかけてたっぷり行うことが望ましい。挿し木では幹は肥厚しない。

### 薬用
アデニア・グロボーサは青酸グリコシドであるデイダクリン（deidaclin）とその立体異性体であるテトラフィリンA（tetraphyllin A）を含み、局地的ではあるが薬用植物としても利用されている。たとえばタンザニアでは茎の抽出液の冷水が腹痛の際に服用され、またかゆみがある際に抽出物の風呂に入る。ケニアではマサイ人が塊茎を家畜用の薬とする。

## 諸言語における呼称
ケニアおよびタンザニア:
- スワヒリ語: mpaga[6][7]

## アデニア属
アデニア属は Hassler (2019) によれば少なくとも96種が認められている。属名はイエメンのアデンに由来し、アフリカ大陸やマダガスカル、アジアなどの熱帯地域に広く分布する。多くの種が塊茎あるいは塊根を持ち、長い蔓を伸ばし、グロボーサのほかにはグラウカ（A. glauca）、キルキー（A. kirkii）、スピノーサ（A. spinosa）といった種が園芸種として知られている。